# New Salem (Dakota Północna)
New Salem – miasto w Stanach Zjednoczonych, w stanie Dakota Północna, w hrabstwie Morton.